# آنبو ۶
آنبو ۶ (به انگلیسی: ANBO_VI) یک هواگرد ملخ‌پیشین تک‌موتوره از نوع نظامی آموزشی ساخت شرکت Karo Aviacijos Tiekimo Skyrius است. هواگرد آنبو ۶ نخستین پروازش را در ۱۹۳۳ میلادی انجام داد. در مجموع، تعداد ۴ فروند از این هواگرد ساخته شده‌است.
طراح این هواگرد، Antanas Gustaitis بود.